# 魯得之
魯得之（1457年—？），字希曾，陝西金州守禦千戶所官籍，湖廣常德府武陵縣人，明朝政治人物。

## 生平
陝西鄉試第五十三名舉人。成化二十三年（1487年）中式丁未科會試第八十五名，三甲第五名進士。

## 家族
曾祖魯受，百戶；祖父魯旺；父魯瑄，百戶。嫡母蕭氏；生母許氏。慈侍下。兄魯賢（百户）；魯哲。